# Fort Berthold
Fort Berthold var ett handelsfaktori anlagt vid Like-a-Fishhook Village i nuvarande North Dakota. Dess första namn var Fort Atkinson. Faktoriet köptes 1862 av American Fur Company och döptes då om till Fort Berthold. Under siouxupproret fick fortet 1864 en mindre militär garnison till faktoriets skydd. Militären förblev på platsen till 1867 då Fort Stevenson anlades cirka 20 km nedströms. Fortet var 1868-1874 högkvarter för indianagenturen. Handelsfaktoriet förblev på platsen till 1874.

## Fort Bertholds indianreservat

### Tillkomst
Fort Bertholds indianreservat skapades 1870 för mandaner, Hidatsa och Arikara. Det omfattar idag 4,000 km², av vilka 1,853 km² ägs av indianer, antingen som utskiftad jord eller kollektivt ägd av Mandan, Hidatsa, and Arikara Nation. På grund av ett vattenkraftsprojekt i Missourifloden är reservatet sedan 1957 delat i fem delar, som inte hänger samman med varandra, av den konstgjorda sjön Lake Sakakawea. 

### Nya samhällen
Sedan 1954, då kraftverksbygget påbörjades, har flera små samhällen vuxit upp, men inga försök har gjorts för att återskapa de små byar som tidigare fanns på reservatet. Många familjer tvingades därför flytta ut på ensamgårdar spridda över hela reservatet. Släkt- och klanlinjer korsades därför och tidigare grannar skiljdes åt. Vattenkraftsprojektet kan därför ses som en viktig orsak till den stora utflyttning som ägt rum från reservatet.

### Oljetillgångar
Sedan 2009 pågår exploatering av rika oljetillgångar under Lake Sakakawea. Oljeexploateringen kommer att ge Mandan, Hidatsa, and Arikara Nation stora inkomster i form av arrenden och royalty. Redan har 179 miljoner dollar influtit till deras kassa. Goda utsikter för nya arbetsmöjligheter anses också föreligga.

### Demografi
Folkräkningen 2000 rapporterade en indiansk befolkning om 5 915 personer. Inom reservatets fysiska gränser bodde också en icke-indiansk befolkning om cirka 5 800 personer. Mer än hälften av Mandan, Hidatsa, and Arikara Nations enrollerade medlemmar bor utanför reservatet.De största samhällena är New Town och Parshall.